# Miscanthus nepalensis
Miscanthus nepalensis är en gräsart som först beskrevs av Carl Bernhard von Trinius, och fick sitt nu gällande namn av Eduard Hackel. Miscanthus nepalensis ingår i släktet miskantusar, och familjen gräs. Inga underarter finns listade i Catalogue of Life.